# Gareth Murray
Pour les articles homonymes, voir Murray.
Gareth Murray, né le 23 septembre 1984, à Arbroath, en Écosse, est un joueur et entraîneur écossais de basket-ball. Il évolue au poste d'intérieur.